# Ернст фон Роупперт
Ернст Ґюнтер фон Роупперт (нім. Ernst Günther von Rouppert; 8 серпня 1888 — 2 березня 1944) — німецький офіцер, майор вермахту. Учасник Першої і Другої світових воєн.

## Біографія
Пілот-учасник Першої світової війни. Відзначений численними нагородами, в тому числі пам'ятними медалями різних країн. Також брав участь у громадянській війні у Фінляндії.
В 1942-44 роках — комендант табору військовополонених в Нідерландах №315. 2 березня 1944 року покінчив життя самогубством через звинувачення в наклепах, критиці нацизму та нестабільної військової ситуації.

## Сім'я
Дружина — Гельґа Кляйн. В 1943 році була ув'язнена в концтаборі Равенсбрюк. Звільнена після війни.

## Нагороди

### Перша світова війна
- Залізний хрест 2-го і 1-го класу (1917)
- Ганзейський Хрест (Гамбург) (5 січня 1918)

### Міжвоєнний період
- Нагрудний знак військового пілота (Пруссія) (11 вересня 1919)
- Орден Хреста Свободи 2-го класу (Фінляндія)
- Фінська пам'ятна медаль учасника громадянської війни
- Почесний хрест ветерана війни з мечами
- Пам'ятна медаль 1916-1918 (Румунія)
- Медаль за участь у Європейській війні (1915—1918)
- Медаль «За вислугу років у Вермахті»

### Друга світова війна
- Медаль «За зимову кампанію на Сході 1941/42»